# Medaille voor het Gevangeniswezen van Algerije
De Medaille voor het Gevangeniswezen van Algerije (Frans:  Médaille Pénitentiaire pour l'Algérie) was een Franse eremedaille.
Algerije bezat binnen het Franse koloniale rijk een uitzonderingspositie. Daarom werd door de Franse gouverneur-generaal van Algerije op 3 mei 1900 ook een Medaille voor het Gevangeniswezen van Algerije ingesteld. Deze medaille werd op voordracht van de gouverneur-generaal van Algerije door de minister van Binnenlandse Zaken verleend. De medaille was gelijk aan de Franse Eremedaille van het Gevangeniswezen maar het lint was met een gesp met daarop een ster en een halve maan versierd.